# Piet Kee

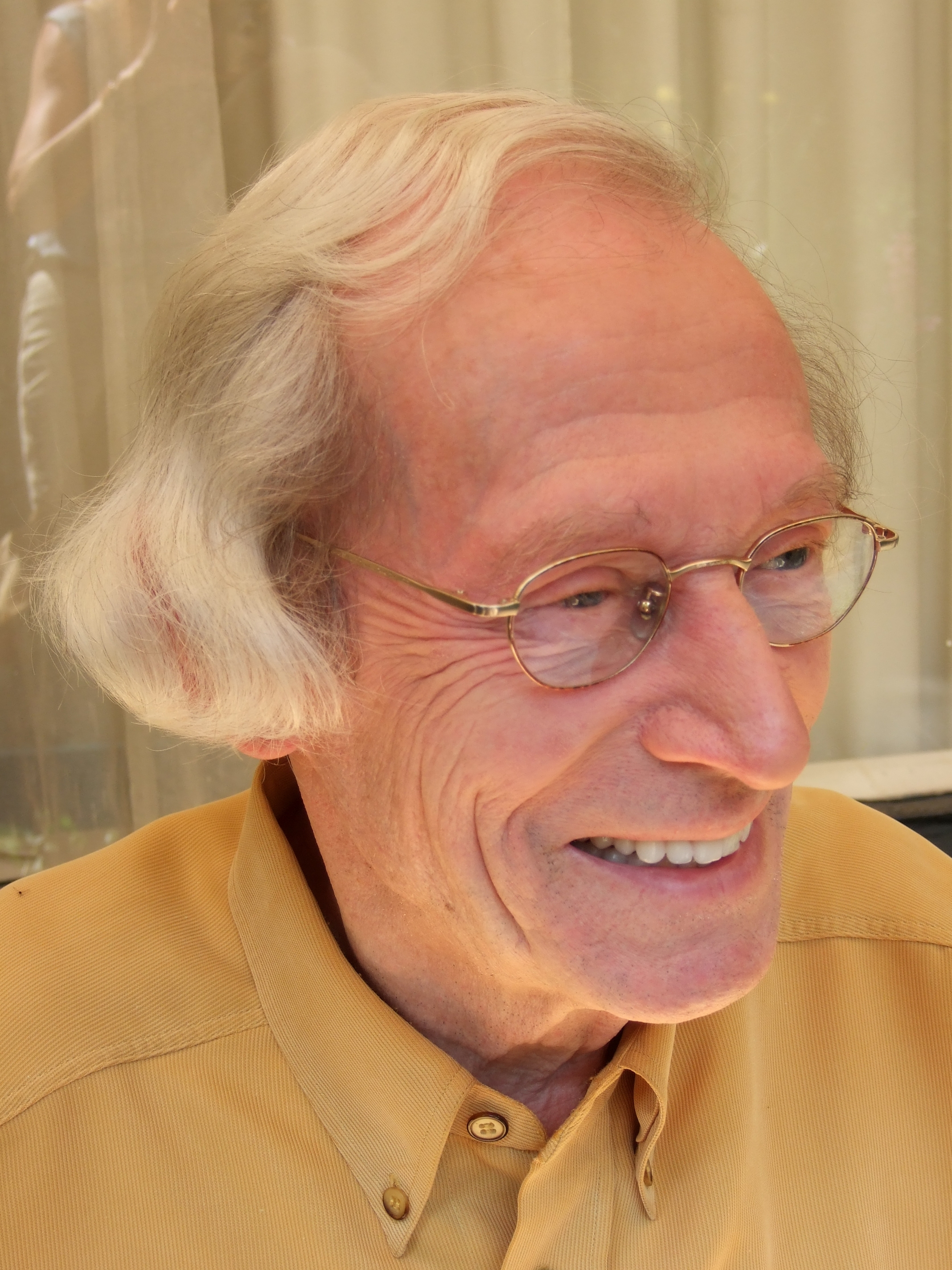
Piet Kee (2008)

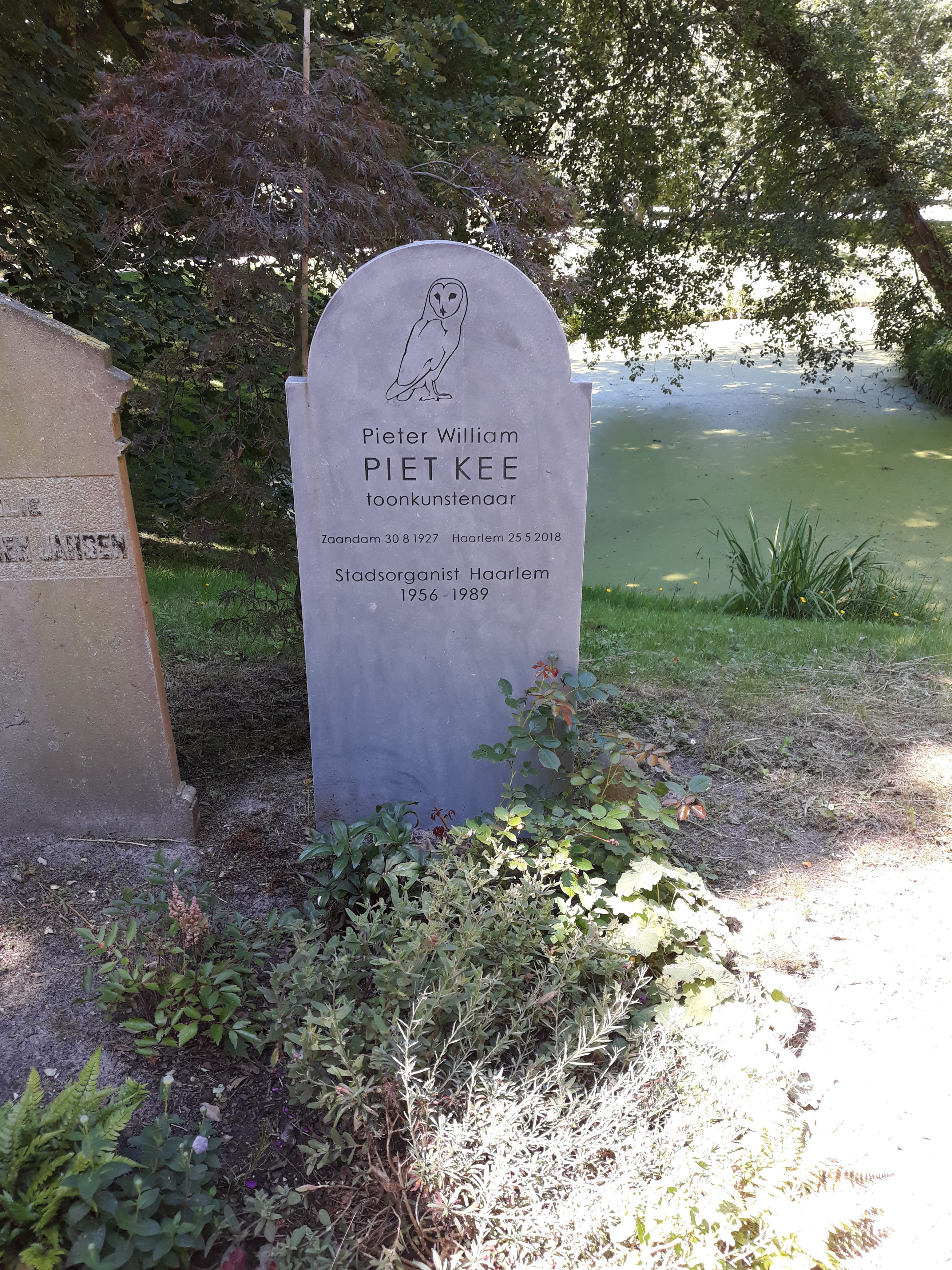
Das Grab von Piet Kee auf dem Friedhof Kleverlaan in Haarlem.

Piet Kee (* 30. August 1927 in Zaandam; † 25. Mai 2018 in Haarlem) war ein niederländischer Organist und Komponist.

## Biografie
Piet Kee war der Sohn von Cor Kee und studierte Klavier, Orgel und Komposition am Amsterdamer Konservatorium. Er gewann dreimal hintereinander den Preis des internationalen Improvisationswettbewerbs in Haarlem (1953, 1954, 1955). Er lehrte von 1954 bis 1988 am Sweelinck-Konservatorium in Amsterdam. Von 1952 bis 1987 war er Organist der Laurenskirche in Alkmaar und von 1956 bis 1989 Stadtorganist der Christian Müller-Orgel der St. Bavo-Kirche in Haarlem. Kee komponierte insbesondere Orgel-, Chor- und Carillon-Musik.

## Kompositionen
Orgel
- Tryptich on Psalm 86 (1960)
- Two Organ Pieces (1962)

Fantasia on „Wachet Auf“
Passion Choral
- Four Pieces for Manuals (1966)
- Gedenck-Clanck 76 – Ode to Valerius based on 3 Dutch songs (1976)
- Bios – in seven movements (1995)
- The Organ – inspired by paintings of Peter Saenredam (2000)
- Three Organ Pieces (Seventy Chords and some more, Cervus [Fassungen für Harmonium und für Orgel], Voluntary on HSAE) (2008–2009)

Orgel mit anderen Instrumenten
- Music and Space – für zwei Orgeln, drei Trompeten und zwei Posaunen (1969)
- Confrontation – für Kirchenorgel und drei Drehorgeln (1979)
- Network – für große Orgel, Positiv oder elektronisches Keyboard, Altsaxophon und Sopranblockflöte (1996)
- Festival Spirit – für große Orgel und vier Positive (2001)
- Bios II – für Orgel, Violine und Perkussion (2002)
- Haarlem Concerto – für Orgel und Orchester (2005)

Chor
- The World – über einen Text von Henry Vaughan für gemischten Chor, vier Solisten (SATB) und ad libitum Continuo-Instrument (1999)
- Heaven – über einen Text von George Herbert für gemischten Chor und zwei Soprane (2000)

Carillon
- Frans Hals Suite (1990)
- Daaaee (1999)

Andere
- Flight  – Flöte solo (1992)
- Opstreek (Up-bow) – für Violine und Klavier (1997)
- Winds – für Holzbläserquintett (2000)

## Belege
1. ↑  Organist en componist Piet Kee (90) overleden, niederländisch, abgerufen am 26. Mai 2018

| Personendaten    | Personendaten                           |
| ---------------- | --------------------------------------- |
| NAME             | Kee, Piet                               |
| KURZBESCHREIBUNG | niederländischer Organist und Komponist |
| GEBURTSDATUM     | 30. August 1927                         |
| GEBURTSORT       | Zaandam                                 |
| STERBEDATUM      | 25. Mai 2018                            |
| STERBEORT        | Haarlem                                 |